# Радина Боршош
Радина Мирославова Боршош-Томашевич е българска актриса.

## Биография
Родена е на 31 декември 1997 г. в София, Република България. Нейният баща е Мирослав Боршош, а майка ѝ е телевизионната журналистка Искра Владимирова.
В средата на 2013 г. започва да се занимава с актьорско майсторство в школата на Малин Кръстев към Младежкия театър „Николай Бинев“.
През май 2016 г. завършва частната езикова гимназия „Дорис Тенеди“ в София и през септември кандидатства в НАТФИЗ „Кръстьо Сарафов“ със специалност „Актьорско майсторство за драматичен театър“. Приета е в класа на Стефан Данаилов и завършва през май 2020 г.

## Актьорска кариера

### Театрална кариера
През есента на 2016 г. Боршош дебютира на професионална сцена с ролята на Джейн в постановката „Мери Попинз“ от Памела Травърз и на режисьорката Анастасия Събева.
През есента на 2017 г. първата ѝ роля на сцената на Народния театър „Иван Вазов“ е на Александра в пиесата „Лисичета“ от Лилиан Хелман с режисурата на Бина Харалампиева.
От 10 юли 2020 г. е в трупата на Народния театър „Иван Вазов“, където играе в постановките „Три високи жени“ на Едуард Олби, „Когато гръм удари, как ехото заглъхва“ на Пейо Яворов, „Идеалният мъж“ на Оскар Уайлд, „О, ти, която и да си...“, „Двубой“, „Нова земя“ на Иван Вазов, „Бурята“ на Уилям Шекспир с режисурата на американския режисьор Робърт Уилсън, „Животът е прекрасен“ от Николай Ердман с режисурата на Александър Морфов.
През януари 2020 г. участва в музикалните спектакли в Зала „България“ на Софийската филхармония, измежду които „Love story“ и „Ромео и Жулиета“ в ролята си на Жулиета, където си партнира с Максим Ешкенази в ролята на Ромео.
През ноември 2023 г. участва в пиесата „Оскар и розовата дама“ в Театър 199 „Валентин Стойчев“.

### Кариера в киното и телевизията
През 2013 г. дебютира в телевизията, като играе съученичка на Лиза в осмия епизод на историческия сериал на БНТ 1 „Недадените“, продуциран от баща ѝ Мирослав Боршош.

### Кариера в озвучаването
През лятото на 2019 г. озвучава Принцеса Аврора в българския дублаж на фентъзи филма „Господарка на злото 2“.
Озвучава два документални филма в поредицата „БНТ представя“ – „Аз съм Петя“ и „Катя Паскалева: Диалог с мълчанието“.

## Участия в театъра

### Театър „София“
- 18 февруари 2017 г. – Джейн в „Мери Попинз“ от Памела Травърз – режисьор: Анастасия Събева[17]

### Международен театрален фестивал „Сцена на кръстопът“ – градПловдив
1. 2017 – „Последно повикване“ – режисьор: Сава Драгунчев
2. 2018 – „Богът на касапницата“ по Ясмина Реза[18]

### Международен фестивал на монодрамата „Към звездите“ – градВарна
- 6 август 2017 г. – „Алпийско сияние“ от Петер Турини – режисьор: Сава Драгунчев[19]

### Театър „НАТФИЗ“
1. 20 декември 2018 г. – Мефистофел в „Кръв и власт“ от Уилям Шекспир, Кристофър Марлоу и Джон Уебстър, режисьор: Росица Обрешкова[20][21][22]
2. 8 февруари 2019 г. – Мади в „Зверското синьо“ от Филип Ридли – режисьор: Сава Драгунчев[23]
3. 29 ноември 2019 г. – Леля Маги в „Лодкарят“ от Джез Бътъруърт – режисьор: Сава Драгунчев[24]

### Народен театър „Иван Вазов“
1. 13 декември 2017 г. – Александра в „Лисичета“ от Лилиан Хелман – режисьорка: Бина Харалампиева, превод Павел Спасов[25]
2. 26 март 2018 г. – В (споделя ролята с Василена Винченцо) в „Три високи жени“ от Едуард Олби – режисьор: Стефан Спасов, превод Гергана Дойнова[26][27]
3. 26 март 2019 г. – Олга в „Когато гръм удари, как ехото заглъхва“ от Пейо Яворов – режисьорка: Бина Харалампиева[28]
4. 2020 г. – Лейди Базилдън в „Идеалният мъж“ от Оскар Уайлд – режисьор: Тиери Аркур, превод Красимира Тодорова[29]
5. 7 юли 2020 г. – Атина Болярска, Сусана и Катерина в „О, ти, която и да си...“, по стихове на Иван Вазов – режисьор: Бойка Велкова[30]
6. 26 февруари 2021 г. – Райна Чавдарова в „Двубой“ от Иван Вазов – режисьор: Мариус Куркински[31]
7. 28 април 2021 г. – Невянка Шамурова в „Нова земя“ от Иван Вазов – режисьорка: Бина Харалампиева[32]
8. 18 ноември 2021 г. – Миранда в „Бурята“ от Уилям Шекспир, режисьор: Робърт Уилсън, превод: Валери Петров[33]
9. 9 декември 2022 г. – „Стефан Данаилов на 80: Години любов“ (спектакъл) – режисьорка: Росица Обрешкова[34]
10. 7 януари 2023 г. – „Животът е прекрасен“ от Николай Ердман – режисьор: Александър Морфов[35]
11. 1 октомври 2024 г. – Еми в „Куклен дом, втора част“ от Лукас Нейт – режисьор: Ясен Пеянков[36]

### Софийска филхармония (Зала „България“)
1. 2 февруари 2020 г. – „Love story“ („Любовна история“) – диригент: Максим Ешкенази[37]
2. 14 февруари 2021 г. – „Ромео и Жулиета“ от Уилям Шекспир – диригент: Григор Паликаров[38]
3. 19 февруари 2023 г. – „Ромео и Жулиета“ от Уилям Шекспир – диригентка: Вилиана Вълчева[39]

### Фестивал „Арт будилник“ – гр.Перник
- 23 май 2022 г. – „Бандата на Ламбо“ (спектакъл) – режисьорка: Росица Обрешкова[40]

### Театър 199 „Валентин Стойчев“
- 22 декември 2023 г. – Оскар в „Оскар и розовата дама“ от Ерик-Еманюел Шмит – режисьор: Стефан Спасов, превод: Снежана Русинова-Здравкова[41]

### Драматичен театър „Стоян Бъчваров“, градВарна
- 5 ноември 2024 г. – Ирина (заместваща Диана Димитрова) в „Тютюн“ на Димитър Димов – режисьорка: Бина Харалампиева[42]

## Филмография

### Сериали
1. „Недадените“ (2013) – Съученичка на Лиза (осми епизод), режисьори: Иван Митов и Вито Бонев
2. „Ние, нашите и вашите“ (2017) – Деспина „Деси“,[43] режисьор: Димитър Гочев
3. „Ягодова луна“ (2020) – Рая Божинова,[44] режисьори: Зоран Петровски, Асен Блатечки и Димитър Гочев
4. „Алея на славата“ (2023) – Александра „Али“ Станева, режисьор: Виктор Чучков[45]

### Филми
1. „Солвейг“ (2015) – Аня, режисьорка: Яна Титова
2. „Маймуна“ (2016) – Ива, режисьор: Димитър Коцев-Шошо[46]
3. „Привличане“ (2018) – Соня[47], режисьор: Мартин Макариев
4. „Рая на Данте“ (2021) – Рая, режисьор: Димитър Радев[48]
5. „Дяволски игри“ (2025) – Петра, режисьор: Бен Чарлз Едуардс[49]

### Документални поредици
1. „Рим е направен за осем дни“ (2017) – Императрица Фауста (съпруга на император Константин – осми епизод, The Rebirth of Rome), режисьор: Найджъл Леви[50]

### Документални филми
1. „БНТ представя: Мастъра и неговите ученици“ (2022), режисьор: Димитър Шарков[51]
2. „БНТ представя: Аз съм Петя“ (2022, глас), режисьор: Димитър Шарков[52]
3. „БНТ представя: Относително светъл портрет“ (2023), режисьор: Юрий Дачев
4. „БНТ представя: Катя Паскалова, диалог с мълчанието“ (2024, глас), режисьор: Димитър Шарков

### Дублаж
1. „Господарка на злото 2“ – Аврора (Ел Фанинг), 2019[53][16]

## Участия в музикални клипове
1. 1 юли 2014 г. – „Ако още веднъж“ (Мирослав Боршош) – режисьор: Тодор Чапкънов
2. 22 ноември 2019 г. – „Липсваш ми“ (Любо Киров), режисьори: Васил Стефанов и Стефка Николова
3. 24 април 2020 г. – „Дали?“ (Орлин Горанов) – режисьори: Васил Стефанов и Стефка Николова

## Личен живот
На 23 юни 2023 г. се омъжва за фотографа Владимир Томашевич.

## Награди и номинации
Боршош има две номинации на филмовите награди „NOVA подкрепя българските филми“ през периода 2018 – 2019 г.
1. февруари 2018 г. – номинация „Изгряваща звезда“ – за ролята на Деси в „Ние, нашите и вашите“[55]
2. октомври 2019 г. – номинация „Най-добра женска роля“ – за ролята на Соня в „Привличане“[56]